# آرتینسکین
| سامانه   | ردیف       | اشکوب       | سن (میلیون سال پیش) |
| -------- | ---------- | ----------- | ------------------- |
| تریاس    | پیشین      | ایندوئن     | → پس از آن          |
| پرمین    | لوپینجین   | چانگسینگین  | ۲۵۲٫۲–۲۵۴٫۱         |
| پرمین    | لوپینجین   | ووچیاپینگین | ۲۵۴٫۱–۲۵۹٫۸         |
| پرمین    | گوادالوپین | کاپیتانین   | ۲۵۹٫۸–۲۶۵٫۱         |
| پرمین    | گوادالوپین | ووردین      | ۲۶۵٫۱–۲۶۸٫۸         |
| پرمین    | گوادالوپین | رودین       | ۲۶۸٫۸–۲۷۲٫۳         |
| پرمین    | سیسورالین  | کونگورین    | ۲۷۲٫۳–۲۸۳٫۵         |
| پرمین    | سیسورالین  | آرتینسکین   | ۲۸۳٫۵–۲۹۰٫۱         |
| پرمین    | سیسورالین  | ساکمارین    | ۲۹۰٫۱–۲۹۵٫۰         |
| پرمین    | سیسورالین  | آسلین       | ۲۹۵٫۰–۲۹۸٫۹         |
| کربونیفر | پنسیلوانین | گژلین       | → پیش از آن         |

آرتینسکین (انگلیسی: Artinskian) در مقیاس زمانی زمین‌شناسی، یک اشکوب یا عصر از ردیف سیسورالین و دوره پرمین به‌شمار می‌رود. آرتینسکین در ستون چینه‌شناسی پس از اشکوب ساکمارین و پیش از کونگورین جای می‌گیرد. اشکوب آرتینسکین از حدود ۰٫۲۶ ± ۲۹۰٫۱ میلیون سال پیش آغاز شده و تا ۰٫۰۶ ± ۲۸۳٫۵ میلیون سال پیش ادامه یافت.

## نام‌گذاری
نام این اشکوب از شهر آرتی (آرتینسک پیشین) در جنوب رشته‌کوه اورال در ۲۰۰ کیلومتری جنوب باختری یکاترینبورگ گرفته شده است. این نام در سال ۱۸۷۴ توسط الکساندر کارپینسکی معرفی شد.